# Natürliches Experiment
Ein natürliches Experiment bezeichnet eine empirische Untersuchungsmethode, bei der die Probanden aufgrund von natürlichen, nicht durch den Forscher kontrollierbaren, Ereignissen in Experimentalgruppe und Kontrollgruppe eingeteilt werden. Der Forscher registriert hierbei lediglich als Beobachter, was ohne sein Eingreifen stattfindet. Natürliche Experimente sind Quasi-Experimente, da sie zwar kontrolliert sind (es gibt eine Kontrollgruppe), nicht aber im strengen Sinne randomisiert (die Gruppenzuweisung erfolgt nicht per Zufallsprinzip durch den Forscher) und somit abzugrenzen von randomisierten kontrollierten Studien. Im Idealfall ähnelt die natürliche Zuteilung der Probanden jedoch einer Randomisierung. Des Weiteren sind natürliche Experimente Feldstudien, da sie im Feld und nicht im Labor unter standardisierten Bedingungen stattfinden, und Beobachtungsstudien, da die unabhängige Variable nicht aktiv durch den Forscher manipuliert wird.
Natürliche Experimente sind besonders dann sinnvoll, wenn es eine klar umschriebene Exposition für eine bestimmte Subpopulation gibt, von der eine andere Subpopulation nicht betroffen ist, beispielsweise die Einführung eines neuen Schulsystems in einer Region (Experimentalgruppe), nicht jedoch in der sozio-demographisch sehr ähnlichen Nachbarregion (Kontrollgruppe). Sie werden genutzt, wenn die Realisierung einer randomisierten kontrollierten Studie aus logistischen oder ethischen Gründen nicht möglich ist.
Die Ableitung von kausalen Schlüssen aus natürlichen Experimenten ist möglich, da es eine Experimental- und eine Kontrollgruppe gibt, unterliegt aber Einschränkungen aufgrund der eventuell nicht perfekten Randomisierung.

## Geschichte
Eines der bekanntesten frühen natürlichen Experimente ereignete sich 1854 zu Zeiten einer Cholera-Epidemie im Londoner Stadtteil Soho. Der Arzt John Snow nutzte Stadtpläne von London, auf denen Neuinfektionen und Todesfälle verzeichnet waren, und identifizierte dadurch eine öffentliche Wasserpumpe als Quelle für den Cholera-Ausbruch. Snow konnte einen starken Zusammenhang zwischen der Nutzung des Wassers von dem öffentlichen Brunnen und der Anzahl der Neuinfektionen und Todesfälle zeigen. Seine weiteren Recherchen ergaben, dass der Wasserbetrieb, der Wasser in die Gegenden leitete, deren Neuinfektionsraten hoch waren, das Wasser aus einem unteren Teil der Themse bezog, welcher durch Abwässer kontaminiert war. Gegenden, in denen die Neuinfektionsraten niedriger waren, bezogen hingegen Wasser eines anderen Wasserbetriebs, der weiter flussaufwärts Wasser aus der Themse entnahm, welches nicht mit Abwässern in Berührung gekommen war. Da die Versorgung der Stadtteile durch die unterschiedlichen Wasserbetriebe weitestgehend zufällig war, bezeichnete Snow seine Untersuchung als "Experiment...auf höchstem Maßstabe". Da Snow natürlich nicht selbst kontrollieren konnte, welche Personen welches Wasser tranken, wird diese Art der Untersuchung als natürliches Experiment angesehen.

## Beispiele aus der jüngeren Geschichte

### Gesundheitliche Folgen von ionisierender Strahlung
Durch Atomwaffentests wird ionisierende Strahlung freigesetzt, welche die Zellen von Lebewesen schädigen können. Vor 1963, das heißt vor dem Verbot von Kernwaffenversuchen, konnte die Auswirkung dieser Strahlen auf menschliche Zellen untersucht werden. Auch heute noch können die Folge von ionisierender Strahlung bei Personen untersucht werden, die vor 1963 geboren wurden. Nach dem Reaktorunfall von Tschernobyl wurden ebenfalls Veränderungen in der Häufigkeit des Auftretens verschiedener Erkrankungen, beispielsweise Grauem Star, in den betroffenen Gebieten erfasst und mit den Häufigkeiten direkt vor der Katastrophe verglichen.

### Ökonomische Entscheidungen in Quizsendungen
Quizsendungen können als natürliche Experimente aufgefasst werden, um ökonomische Verhaltensweisen, beispielsweise Entscheidungen in Risikosituationen oder kooperatives Verhalten, zu untersuchen. Auch wenn die Situation eine künstliche ist, kann bei Quizshows von einem natürlichen Experiment gesprochen werden, da der Forscher die Situation weder herbeigeführt hat noch in sie eingreift.

### Fernsehsendungen und Suizidraten
Die Ausstrahlung der Fernsehsendung Tod eines Schülers durch das ZDF in den Jahren 1980 und 81 wurde von Wissenschaftlern dazu genutzt, zu überprüfen, ob die Darstellung eines Schienensuizids im Fernsehen die tatsächliche Rate an Schienensuiziden beeinflusst (siehe Werther-Effekt). Als Vergleich wurden hierbei die Suizidraten in den Phasen vor und nach der Ausstrahlung der Sendung herangezogen. Es zeigte sich eine deutliche Erhöhung der Schienensuizide während und unmittelbar nach der Ausstrahlung im Vergleich zum Kontrollzeitraum.